# Ciclotema

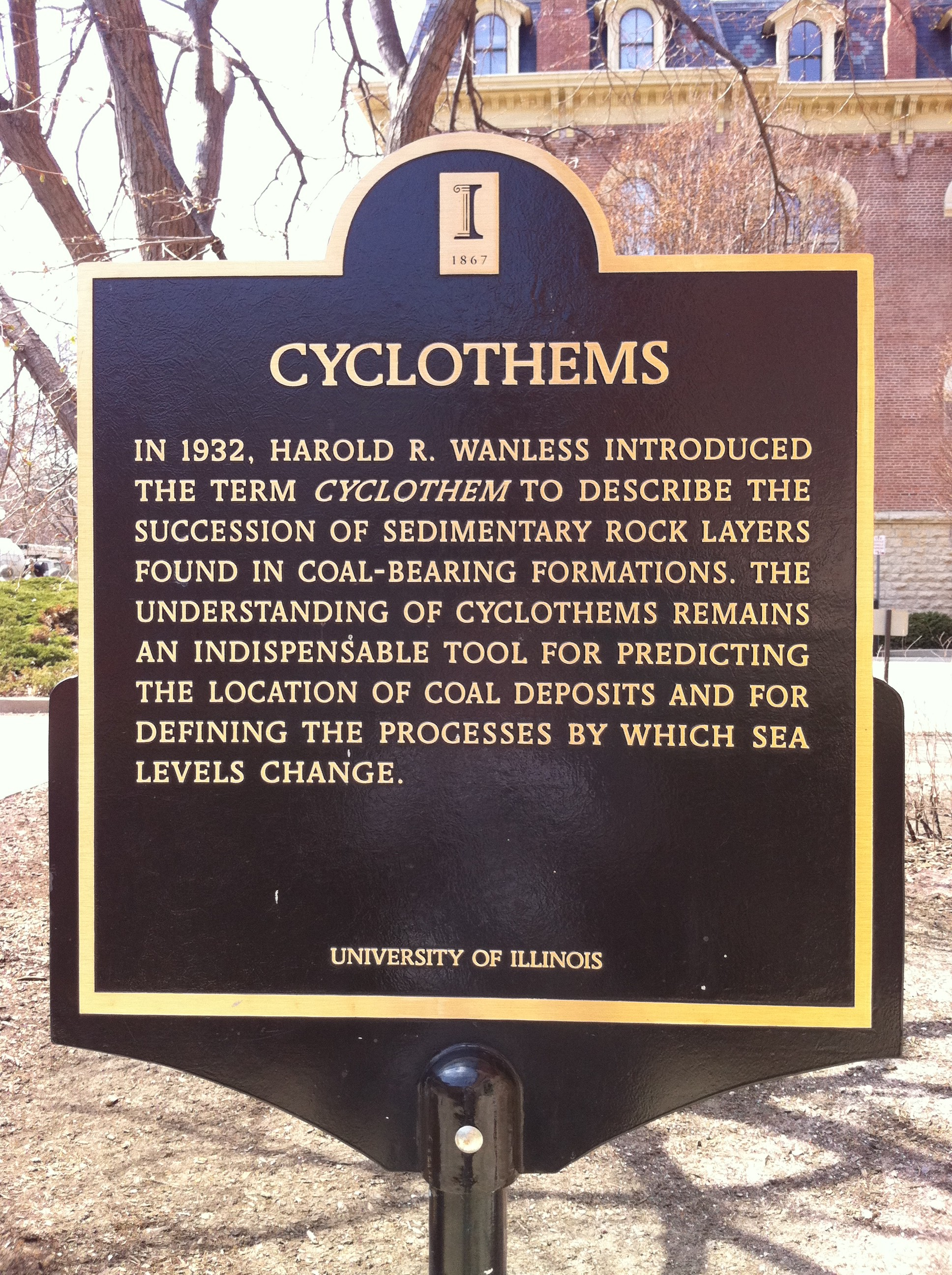
Targa dell'Università dell'Illinois a ricordo dell'introduzione del termine "ciclotema" nel 1932 da parte di Harold Wanless.

In geologia, i ciclotemi sono sequenze stratigrafiche cicliche di sedimenti marini e marino-marginali o non-marini, talvolta intersecati da strati di carbone. Caratteristici nei periodi del Carbonifero e del Permiano inferiore, questi sedimenti si formarono come risultato dell'alternarsi di fasi trasgressive e regressive del livello marino, in conseguenza di fasi di riduzione e crescita dei ghiacciai continentali. Il Carbonifero e il Permiano inferiore furono in effetti teatro di una estesa glaciazione, conosciuta come glaciazione del Karoo. I ciclotemi si formarono in questo contesto a causa del gradiente topografico estremamente basso delle coste e delle pianure alluvionali e deltizie, che il mare poteva lasciare allo scoperto e ricoprire con escursioni minime.
Sedimenti ciclotemici sono caratteristici anche di altri ambienti, come le piane di marea e le piattaforme carbonatiche.
Il termine ciclotema utilizzato dai geologi europei interessati alla ricerca dei filoni di carbone formatisi durante il Carbonifero e il Permiano inferiore, era stato originalmente proposto da Harold Wanless nel 1932, all'Università dell'Illinois, per descrivere la successione stratigrafica delle rocce del Pennsylvaniano dell'Illinois.